# Tschenisjtsqari
Tschenisjtsqari är ett vattendrag i Georgien. Det ligger i Abchazien, i den västra delen av landet, 300 km väster om huvudstaden Tbilisi. Tschenisjtsqari mynnar i Svarta havet.